# 稲倉大輝
稲倉 大輝（いなくら だいき、1993年5月11日 - ）は、熊本県菊池郡合志町（現：合志市）出身の元プロ野球選手（外野手）。右投右打。NPBでは育成選手であった。

## 経歴

### プロ入り前
中学校時代は、熊本北リトルシニアに所属。捕手としてプレーし、キャプテンを務めていた。
熊本国府高では1年時の夏からベンチ入りし、秋からは4番を務めた。2年秋から主将となり、この頃から場外ホームランを放つなど注目を集めるようになる。3年時の夏は、熊本県予選4回戦で城北高に3-6で敗れた。甲子園出場経験は無し。
2011年10月27日、プロ野球ドラフト会議でオリックス・バファローズから育成1位指名を受けた。

### プロ入り後
1年目の2012年は支配下登録されず、ファームでも9試合の出場にとどまり、打率.125、1本塁打、1打点の成績だった。
2013年は山崎正貴とともにBCリーグ・福井ミラクルエレファンツに派遣されたが、23試合で打率.180、1本塁打、1打点と活躍できず6月30日に契約満了により退団となった。7月からオリックスに復帰するも、10月1日に球団から戦力外通告を受けた。10月31日、自由契約公示された。

## 選手としての特徴・人物
高校通算26本塁打のスラッガー。本人は、センターから右方向に打つことを理想としている。目標とする選手も、右方向に大きいホームランを打っていた清原和博を挙げている。
50m走6秒5、遠投105m。

## 詳細情報

### 年度別打撃成績
- 一軍公式戦出場無し

### 独立リーグでの打撃成績
| 年 度     | 球 団     | 試 合 | 打 数 | 得 点 | 安 打 | 二 塁 打 | 三 塁 打 | 本 塁 打 | 塁 打 | 打 点 | 三 振 | 四 球 | 死 球 | 犠 打 | 犠 飛 | 盗 塁 | 失 策 | 併 殺 打 | 残 塁 | 打 率 | 長 打 率 | 出 塁 率 | O P S |
| --------- | --------- | ----- | ----- | ----- | ----- | -------- | -------- | -------- | ----- | ----- | ----- | ----- | ----- | ----- | ----- | ----- | ----- | -------- | ----- | ----- | -------- | -------- | ----- |
| 2013      | 福井      | 23    | 61    | 7     | 11    | 0        | 1        | 1        | 18    | 1     | 32    | 3     | 4     | 0     | 0     | 0     | 2     | 0        | 10    | .180  | .295     | .265     | .560  |
| 通算：1年 | 通算：1年 | 23    | 61    | 7     | 11    | 0        | 1        | 1        | 18    | 1     | 32    | 3     | 4     | 0     | 0     | 0     | 2     | 0        | 10    | .180  | .295     | .265     | .560  |

### 背番号
- 118 （2012年 - 2013年）
- 51 （2013年） ※福井ミラクルエレファンツでの背番号